# 泰姆尼茨河
52°23′14″N 12°30′32″E / 52.38715°N 12.50875°E

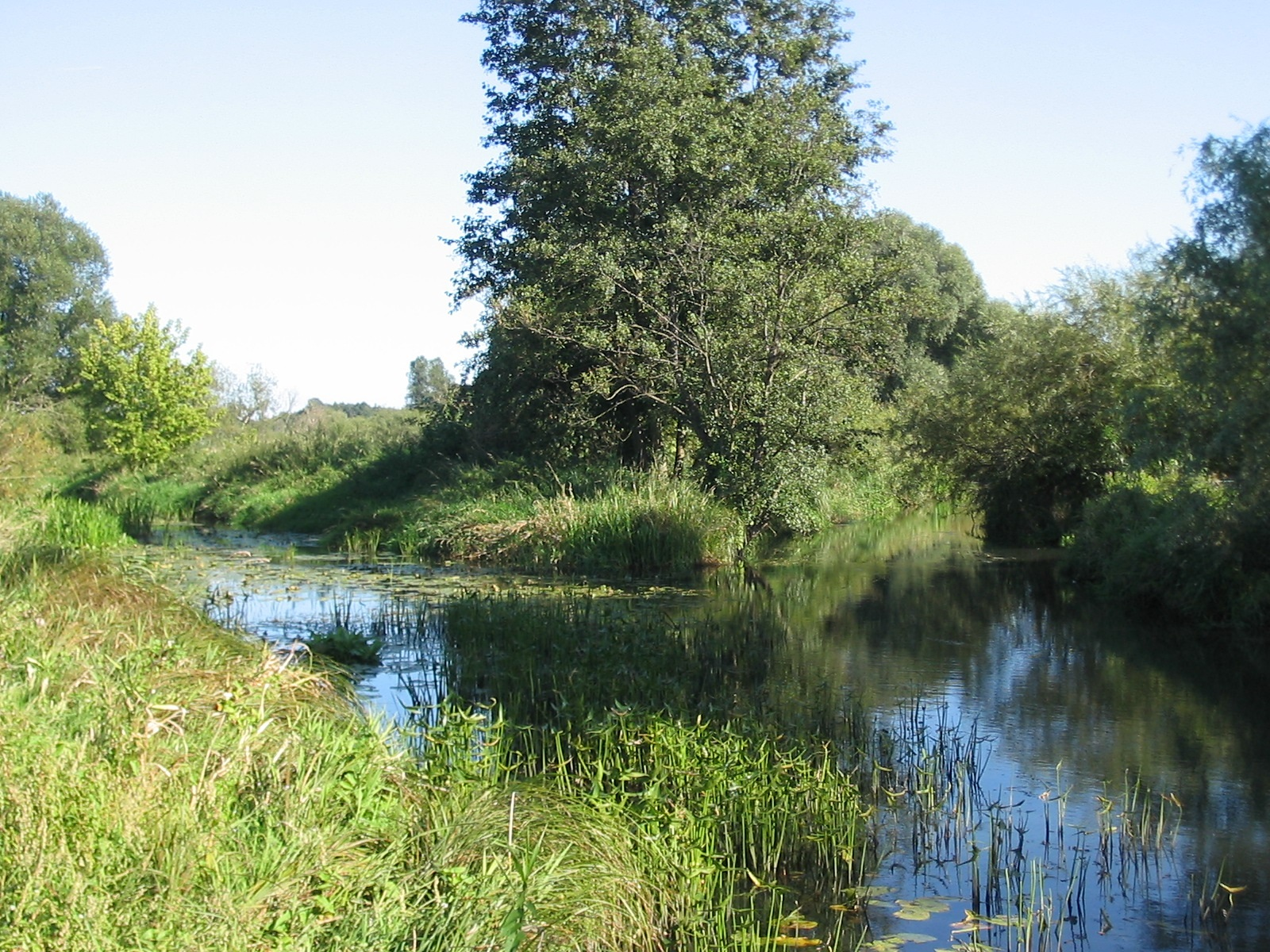
泰姆尼茨河

泰姆尼茨河（德語：Temnitz），是德國的河流，位於該國東北部，由勃蘭登堡州負責管轄，屬於普拉訥河的支流，河道全長25.1公里，河口處在哈弗爾河畔勃蘭登堡。